# Quintilier
Quinctilius oder Quintilius war der Name (nomen gentile) der Quinctilier oder Quintilier, einer römischen patrizischen Familie (gens), deren Belege bis zu den frühesten Phasen der römischen Geschichte zurückreichten und die sich bis in die Kaiserzeit fortsetzten. Trotz ihres großen Alters erlangte die Gens niemals eine bedeutende historische Rolle. Das einzige Mitglied, das während der Republik das Konsulat erreichte, war Sextus Quinctilius Varus im Jahr 453 v. Chr. Die Gens stellte zahlreiche Prätoren und andere Magistrate, erlangte jedoch über vierhundert Jahre lang kein weiteres Konsulat. Sie hatten jedoch als sacrum gentilicium eine religiöse Bedeutung, indem sie mit dem Fabiern die Riten des Lupercalienfestes beaufsichtigten. Das berühmteste Mitglied der Familie ist vermutlich Publius Quinctilius Varus, der in der augustinischen Zeit in der Varusschlacht 9 n. Chr. vom Cheruskerfürsten Arminius geschlagen wurde.

## Herkunft
Der Name Quinctilius ist ein patronymisches Cognomen, welches vom Pränomen Quintus abgeleitet ist und „der Fünfte“ bedeutet. Die korrekte Schreibweise ist Quinctilius, jedoch ist Quintilius ebenfalls gebräuchlich. Die Gens Quinctia leitet sich ebenfalls von diesem Pränomen ab. Es war nicht ungewöhnlich, dass mehrere Nomina von einer gemeinsamen Quelle abstammen; so ist der sabinische Name Pompo das oskische Äquivalent zu Quintus und führte zur Entstehung der gentes Pompilia und Pomponia. Die Hauptpränomina, die von den Quinctilii verwendet wurden, waren Publius und Sextus. Einige Mitglieder der Quinctilii trugen auch die Pränomina Lucius, Marcus und Titus. Obwohl das Pränomen Quintus offenbar von einem ihrer Vorfahren genutzt worden sein muss, ist kein historisch bekannter Quinctilius mit diesem Namen belegt. Der einzige Familienname (Cognomen) der Quinctilii während der Republik war Varus, ein verbreitetes Cognomen, das „gebeugt“, „krumm“ oder „x-beinig“ bedeutet. Weitere Cognomina treten erst in der Kaiserzeit auf.
Laut Legende existierten die Quinctilier bereits vor der Gründung Roms. Nachdem die Brüder Romulus und Remus ihren Großvater Numitor auf den Thron von Alba Longa zurückgebracht hatten, begaben sie sich auf die Suche nach einem Ort für eine neue Stadt in den Hügeln am Tiber. Sie brachten Opfer in der Höhle des Lupercal am Fuße des Palatin dar, wobei dieses Ritual den Ursprung des religiösen Festes der Lupercalien bildete. Die Anhänger von Romulus wurden Quinctilii oder Quinctiliani genannt, während die Anhänger von Remus Fabii oder Fabiani hießen.
In historischen Zeiten trugen zwei Priesterkollegien, die als Luperci bekannt waren und die heiligen Rituale der Lupercalia durchführten, diese Namen. Dies deutet darauf hin, dass die gentes Quinctilia und Fabia in der frühen Zeit diese Riten als sacrum gentilicium beaufsichtigten. Ein weiteres Beispiel für solche Zuständigkeiten waren die Pinarii und die Potitii, die den Kult des Herkules pflegten. Solche heiligen Riten wurden nach und nach auf den Staat übertragen oder der römischen Bevölkerung zugänglich gemacht. Einer bekannten Legende zufolge führte der Verlust der religiösen Aufgaben der Potitii zu ihrem Untergang. In späterer Zeit war das Privileg der Lupercalia nicht mehr auf die Fabier und die Quinctilier beschränkt.

## Bekannte Namensträger
- Publius Quintilius Varus (Prätor 203 v. Chr.), errang einen Sieg über den karthagischen Feldherrn Mago
- Publius Quinctilius Varus, römischer Senator unter Augustus, bekannt durch die Niederlage gegen Arminius (Varusschlacht)
- Quinctilius Varus, Sohn des Vorigen, von Publius Cornelius Dolabella, einem Verwandten, im Jahr 27 wegen angeblicher Majestätsbeleidigung angeklagt; die Anklage wurde vom Senat verschoben, da Kaiser Tiberius nicht anwesend war; sein weiteres Schicksal ist unbekannt
- Quinctilius Varus (Eques), römischer Ritter und Freund der Dichter Vergil und Horaz
- Sextus Quintilius Condianus (Konsul 180) († 182), römischer Konsul 180
- Sextus Quintilius Condianus (Konsul 151), römischer Konsul 151
- Sextus Quintilius Maximus († 182), römischer Konsul 172
- Sextus Quintilius Valerius Maximus, römischer Konsul
- Sextus Quinctilius Varus (Konsul 453 v. Chr.), Konsul im 5. Jahrhundert v. Chr.
- Sextus Quinctilius Varus (Quästor) († 42 v. Chr.), römischer Politiker